# Fligonio
Fligonio (en griego, Φλυγόνιο) es el nombre de una antigua ciudad griega de Fócide.
Pausanias la menciona como una de las ciudades de Fócide que fueron tomadas por Filipo II de Macedonia en el año 346 a. C. durante la tercera guerra sagrada.
Suele identificarse con unas ruinas situadas en la población actual de Bania.